# ダーピンジアン
| 累代        | 代     | 紀           | 基底年代 Mya |
| ----------- | ------ | ------------ | ------------ |
| 顕生代      | 新生代 | 第四紀       | 2.58         |
| 顕生代      | 新生代 | 新第三紀     | 23.03        |
| 顕生代      | 新生代 | 古第三紀     | 66           |
| 顕生代      | 中生代 | 白亜紀       | 145          |
| 顕生代      | 中生代 | ジュラ紀     | 201.3        |
| 顕生代      | 中生代 | 三畳紀       | 251.902      |
| 顕生代      | 古生代 | ペルム紀     | 298.9        |
| 顕生代      | 古生代 | 石炭紀       | 358.9        |
| 顕生代      | 古生代 | デボン紀     | 419.2        |
| 顕生代      | 古生代 | シルル紀     | 443.8        |
| 顕生代      | 古生代 | オルドビス紀 | 485.4        |
| 顕生代      | 古生代 | カンブリア紀 | 541          |
| 原生代      | 原生代 | 原生代       | 2500         |
| 太古代      | 太古代 | 太古代       | 4000         |
| 冥王代      | 冥王代 | 冥王代       | 4600         |
| 1. 2. 3. 4. |        |              |              |

ダーピンジアン（英: Dapingian）は、国際層序委員会によって定められた地質学用語である、地質時代名の一つ。4億7000万年前（誤差140万年）から4億6730万年前（誤差110万年）にあたる、中期オルドビス紀を二分した前期である。前の期は前期オルドビス紀後期であるフロイアン、次の期は中期オルドビス紀後期であるダーリウィリアン。日本語では大坪期（たいへいき）とも呼ばれる。
フロイアンからダーピンジアンにかけては世界的に海水準の低下とコノドントの大規模な絶滅が記録されており、地史学的にも重要な時代である。

## 層序学的定義
ダーピンジアン階の基底はコノドントのバルトニオドゥス属の種 Baltoniodus triangularis の初出現に定義されている。国際標準模式層断面及び地点(GSSP)は中華人民共和国湖北省宜昌市黄花場村の黄花場セクション(北緯30度51分38秒 東経111度22分26秒 / 北緯30.8605度 東経111.3740度)に位置する、ダワン累層の露頭である。下側の境界はタイプ産地でのコノドントの種 Baltoniodus triangularis の初出現で定義されている。厳密な境界はダワン累層の基底から10.57メートル上に存在する。なお、ダーピンジアンという名称はGSSPの存在する付近の黄花場村に由来し、2005年に提唱された。
ダーピンジアン階はイングランドで用いられる層序区分ではArenigと重複する。

## 地層の分布
マレーシアのラングン島南東部セクション最上部約5メートル地点からはコノドントのB群集が得られている。B群集の構成種 Jumodontus gananda や Cooperignathus aranda を北アメリカの群集帯と対比させて、B群集の化石年代は前期フロイアンと見積られた。B群集は同研究で得られたフロイアンのA群集と共に浅海・熱帯性の古生物地理区に属することが分かっている。また、ラングン島は主にカキブキ累層の石灰岩で構成されており、前期から中期オルドビス紀にかけて陸棚上の炭酸塩プラットフォームで形成されたと見られている。
日本では飛騨外縁帯や南部北上帯からフロイアンの地層や砕屑性ジルコンが産出しており、中期オルドビス紀ごろの日本では広範囲で陸棚相が堆積したと推定されている。